# Hymenoscyphus clavatus
Hymenoscyphus clavatus är en svampart som först beskrevs av Christiaan Hendrik Persoon, och fick sitt nu gällande namn av William Phillips 1887. Hymenoscyphus clavatus ingår i släktet Hymenoscyphus och familjen Helotiaceae.   Inga underarter finns listade i Catalogue of Life.